# Wola Matiaszowa
Wola Matiaszowa (w latach 1977–1981 Wola) dawniej też Matyaszowa Wola – wieś w Polsce położona w województwie podkarpackim, w powiecie leskim, w gminie Solina.
W połowie XIX wieku właścicielem posiadłości tabularnej w Matiaszowej Woli był Adam Żurowski.
W II Rzeczypospolitej wieś w powiecie leskim województwa lwowskiego. W listopadzie 1945 nacjonaliści ukraińscy z OUN-UPA zamordowali tutaj 7 Polaków i 1 Ukraińca, sołtysa. W 1946 po wysiedlenie Ukraińców do ZSRR spalili pozostawione przez nich gospodarstwa.
We wsi zachowała się murowana kaplica greckokatolicka św. Grzegorza Męczennika z 1908. Po wojnie przejęta przez katolików jako kościół filialny pw. św. Józefa w parafii Wniebowzięcia Najświętszej Maryi Panny w Berezce. W 1983 kaplica została przedłużona, a w 2014 przebudowana.
W latach 1975–1998 miejscowość administracyjnie należała do województwa krośnieńskiego.